# Nasławice (Basse-Silésie)
Pour les articles homonymes, voir Nasławice.
Nasławice est une localité polonaise de la gmina de Sobótka, située dans le powiat de Wrocław en voïvodie de Basse-Silésie.

## Histoire
De 1742 à 1945, Naselwitz fait partie de l'arrondissement de Nimptsch puis à partir de 1932, de l'arrondissement de Breslau dans le district de Breslau au sein de la province de Silésie.